# 1698
Portal Geschichte | Portal Biografien | Aktuelle Ereignisse | Jahreskalender | Tagesartikel

◄ |
16. Jahrhundert |
17. Jahrhundert
| 18. Jahrhundert | ►

◄ |
1660er |
1670er |
1680er |
1690er
| 1700er | 1710er | 1720er | ►

◄◄ |
◄ |
1694 |
1695 |
1696 |
1697 |
1698
| 1699 | 1700 | 1701 | 1702 | ► | ►►
Staatsoberhäupter  · Nekrolog   · Musikjahr
| Januar | Januar | Januar | Januar | Januar | Januar | Januar | Januar |
| Kw     | Mo     | Di     | Mi     | Do     | Fr     | Sa     | So     |
| 1      |        |        | 1      | 2      | 3      | 4      | 5      |
| 2      | 6      | 7      | 8      | 9      | 10     | 11     | 12     |
| 3      | 13     | 14     | 15     | 16     | 17     | 18     | 19     |
| 4      | 20     | 21     | 22     | 23     | 24     | 25     | 26     |
| 5      | 27     | 28     | 29     | 30     | 31     |        |        |
| ------ | ------ | ------ | ------ | ------ | ------ | ------ | ------ |

| Februar | Februar | Februar | Februar | Februar | Februar | Februar | Februar |
| Kw      | Mo      | Di      | Mi      | Do      | Fr      | Sa      | So      |
| 5       |         |         |         |         |         | 1       | 2       |
| 6       | 3       | 4       | 5       | 6       | 7       | 8       | 9       |
| 7       | 10      | 11      | 12      | 13      | 14      | 15      | 16      |
| 8       | 17      | 18      | 19      | 20      | 21      | 22      | 23      |
| 9       | 24      | 25      | 26      | 27      | 28      |         |         |
| ------- | ------- | ------- | ------- | ------- | ------- | ------- | ------- |

| März | März | März | März | März | März | März | März |
| Kw   | Mo   | Di   | Mi   | Do   | Fr   | Sa   | So   |
| 9    |      |      |      |      |      | 1    | 2    |
| 10   | 3    | 4    | 5    | 6    | 7    | 8    | 9    |
| 11   | 10   | 11   | 12   | 13   | 14   | 15   | 16   |
| 12   | 17   | 18   | 19   | 20   | 21   | 22   | 23   |
| 13   | 24   | 25   | 26   | 27   | 28   | 29   | 30   |
| 14   | 31   |      |      |      |      |      |      |
| ---- | ---- | ---- | ---- | ---- | ---- | ---- | ---- |

| April | April | April | April | April | April | April | April |
| Kw    | Mo    | Di    | Mi    | Do    | Fr    | Sa    | So    |
| 14    |       | 1     | 2     | 3     | 4     | 5     | 6     |
| 15    | 7     | 8     | 9     | 10    | 11    | 12    | 13    |
| 16    | 14    | 15    | 16    | 17    | 18    | 19    | 20    |
| 17    | 21    | 22    | 23    | 24    | 25    | 26    | 27    |
| 18    | 28    | 29    | 30    |       |       |       |       |
| ----- | ----- | ----- | ----- | ----- | ----- | ----- | ----- |

| Mai | Mai | Mai | Mai | Mai | Mai | Mai | Mai |
| Kw  | Mo  | Di  | Mi  | Do  | Fr  | Sa  | So  |
| 18  |     |     |     | 1   | 2   | 3   | 4   |
| 19  | 5   | 6   | 7   | 8   | 9   | 10  | 11  |
| 20  | 12  | 13  | 14  | 15  | 16  | 17  | 18  |
| 21  | 19  | 20  | 21  | 22  | 23  | 24  | 25  |
| 22  | 26  | 27  | 28  | 29  | 30  | 31  |     |
| --- | --- | --- | --- | --- | --- | --- | --- |

| Juni | Juni | Juni | Juni | Juni | Juni | Juni | Juni |
| Kw   | Mo   | Di   | Mi   | Do   | Fr   | Sa   | So   |
| 22   |      |      |      |      |      |      | 1    |
| 23   | 2    | 3    | 4    | 5    | 6    | 7    | 8    |
| 24   | 9    | 10   | 11   | 12   | 13   | 14   | 15   |
| 25   | 16   | 17   | 18   | 19   | 20   | 21   | 22   |
| 26   | 23   | 24   | 25   | 26   | 27   | 28   | 29   |
| 27   | 30   |      |      |      |      |      |      |
| ---- | ---- | ---- | ---- | ---- | ---- | ---- | ---- |

| Juli | Juli | Juli | Juli | Juli | Juli | Juli | Juli |
| Kw   | Mo   | Di   | Mi   | Do   | Fr   | Sa   | So   |
| 27   |      | 1    | 2    | 3    | 4    | 5    | 6    |
| 28   | 7    | 8    | 9    | 10   | 11   | 12   | 13   |
| 29   | 14   | 15   | 16   | 17   | 18   | 19   | 20   |
| 30   | 21   | 22   | 23   | 24   | 25   | 26   | 27   |
| 31   | 28   | 29   | 30   | 31   |      |      |      |
| ---- | ---- | ---- | ---- | ---- | ---- | ---- | ---- |

| August | August | August | August | August | August | August | August |
| Kw     | Mo     | Di     | Mi     | Do     | Fr     | Sa     | So     |
| 31     |        |        |        |        | 1      | 2      | 3      |
| 32     | 4      | 5      | 6      | 7      | 8      | 9      | 10     |
| 33     | 11     | 12     | 13     | 14     | 15     | 16     | 17     |
| 34     | 18     | 19     | 20     | 21     | 22     | 23     | 24     |
| 35     | 25     | 26     | 27     | 28     | 29     | 30     | 31     |
| ------ | ------ | ------ | ------ | ------ | ------ | ------ | ------ |

| September | September | September | September | September | September | September | September |
| Kw        | Mo        | Di        | Mi        | Do        | Fr        | Sa        | So        |
| 36        | 1         | 2         | 3         | 4         | 5         | 6         | 7         |
| 37        | 8         | 9         | 10        | 11        | 12        | 13        | 14        |
| 38        | 15        | 16        | 17        | 18        | 19        | 20        | 21        |
| 39        | 22        | 23        | 24        | 25        | 26        | 27        | 28        |
| 40        | 29        | 30        |           |           |           |           |           |
| --------- | --------- | --------- | --------- | --------- | --------- | --------- | --------- |

| Oktober | Oktober | Oktober | Oktober | Oktober | Oktober | Oktober | Oktober |
| Kw      | Mo      | Di      | Mi      | Do      | Fr      | Sa      | So      |
| 40      |         |         | 1       | 2       | 3       | 4       | 5       |
| 41      | 6       | 7       | 8       | 9       | 10      | 11      | 12      |
| 42      | 13      | 14      | 15      | 16      | 17      | 18      | 19      |
| 43      | 20      | 21      | 22      | 23      | 24      | 25      | 26      |
| 44      | 27      | 28      | 29      | 30      | 31      |         |         |
| ------- | ------- | ------- | ------- | ------- | ------- | ------- | ------- |

| November | November | November | November | November | November | November | November |
| Kw       | Mo       | Di       | Mi       | Do       | Fr       | Sa       | So       |
| 44       |          |          |          |          |          | 1        | 2        |
| 45       | 3        | 4        | 5        | 6        | 7        | 8        | 9        |
| 46       | 10       | 11       | 12       | 13       | 14       | 15       | 16       |
| 47       | 17       | 18       | 19       | 20       | 21       | 22       | 23       |
| 48       | 24       | 25       | 26       | 27       | 28       | 29       | 30       |
| -------- | -------- | -------- | -------- | -------- | -------- | -------- | -------- |

| Dezember | Dezember | Dezember | Dezember | Dezember | Dezember | Dezember | Dezember |
| Kw       | Mo       | Di       | Mi       | Do       | Fr       | Sa       | So       |
| 49       | 1        | 2        | 3        | 4        | 5        | 6        | 7        |
| 50       | 8        | 9        | 10       | 11       | 12       | 13       | 14       |
| 51       | 15       | 16       | 17       | 18       | 19       | 20       | 21       |
| 52       | 22       | 23       | 24       | 25       | 26       | 27       | 28       |
| 1        | 29       | 30       | 31       |          |          |          |          |
| -------- | -------- | -------- | -------- | -------- | -------- | -------- | -------- |

| Januar | Januar | Januar | Januar | Januar | Januar | Januar | Januar |
| Kw     | Mo     | Di     | Mi     | Do     | Fr     | Sa     | So     |
| 1      |        |        | 1      | 2      | 3      | 4      | 5      |
| 2      | 6      | 7      | 8      | 9      | 10     | 11     | 12     |
| 3      | 13     | 14     | 15     | 16     | 17     | 18     | 19     |
| 4      | 20     | 21     | 22     | 23     | 24     | 25     | 26     |
| 5      | 27     | 28     | 29     | 30     | 31     |        |        |
| ------ | ------ | ------ | ------ | ------ | ------ | ------ | ------ |

| Februar | Februar | Februar | Februar | Februar | Februar | Februar | Februar |
| Kw      | Mo      | Di      | Mi      | Do      | Fr      | Sa      | So      |
| 5       |         |         |         |         |         | 1       | 2       |
| 6       | 3       | 4       | 5       | 6       | 7       | 8       | 9       |
| 7       | 10      | 11      | 12      | 13      | 14      | 15      | 16      |
| 8       | 17      | 18      | 19      | 20      | 21      | 22      | 23      |
| 9       | 24      | 25      | 26      | 27      | 28      |         |         |
| ------- | ------- | ------- | ------- | ------- | ------- | ------- | ------- |

| März | März | März | März | März | März | März | März |
| Kw   | Mo   | Di   | Mi   | Do   | Fr   | Sa   | So   |
| 9    |      |      |      |      |      | 1    | 2    |
| 10   | 3    | 4    | 5    | 6    | 7    | 8    | 9    |
| 11   | 10   | 11   | 12   | 13   | 14   | 15   | 16   |
| 12   | 17   | 18   | 19   | 20   | 21   | 22   | 23   |
| 13   | 24   | 25   | 26   | 27   | 28   | 29   | 30   |
| 14   | 31   |      |      |      |      |      |      |
| ---- | ---- | ---- | ---- | ---- | ---- | ---- | ---- |

| April | April | April | April | April | April | April | April |
| Kw    | Mo    | Di    | Mi    | Do    | Fr    | Sa    | So    |
| 14    |       | 1     | 2     | 3     | 4     | 5     | 6     |
| 15    | 7     | 8     | 9     | 10    | 11    | 12    | 13    |
| 16    | 14    | 15    | 16    | 17    | 18    | 19    | 20    |
| 17    | 21    | 22    | 23    | 24    | 25    | 26    | 27    |
| 18    | 28    | 29    | 30    |       |       |       |       |
| ----- | ----- | ----- | ----- | ----- | ----- | ----- | ----- |

| Mai | Mai | Mai | Mai | Mai | Mai | Mai | Mai |
| Kw  | Mo  | Di  | Mi  | Do  | Fr  | Sa  | So  |
| 18  |     |     |     | 1   | 2   | 3   | 4   |
| 19  | 5   | 6   | 7   | 8   | 9   | 10  | 11  |
| 20  | 12  | 13  | 14  | 15  | 16  | 17  | 18  |
| 21  | 19  | 20  | 21  | 22  | 23  | 24  | 25  |
| 22  | 26  | 27  | 28  | 29  | 30  | 31  |     |
| --- | --- | --- | --- | --- | --- | --- | --- |

| Juni | Juni | Juni | Juni | Juni | Juni | Juni | Juni |
| Kw   | Mo   | Di   | Mi   | Do   | Fr   | Sa   | So   |
| 22   |      |      |      |      |      |      | 1    |
| 23   | 2    | 3    | 4    | 5    | 6    | 7    | 8    |
| 24   | 9    | 10   | 11   | 12   | 13   | 14   | 15   |
| 25   | 16   | 17   | 18   | 19   | 20   | 21   | 22   |
| 26   | 23   | 24   | 25   | 26   | 27   | 28   | 29   |
| 27   | 30   |      |      |      |      |      |      |
| ---- | ---- | ---- | ---- | ---- | ---- | ---- | ---- |

| Juli | Juli | Juli | Juli | Juli | Juli | Juli | Juli |
| Kw   | Mo   | Di   | Mi   | Do   | Fr   | Sa   | So   |
| 27   |      | 1    | 2    | 3    | 4    | 5    | 6    |
| 28   | 7    | 8    | 9    | 10   | 11   | 12   | 13   |
| 29   | 14   | 15   | 16   | 17   | 18   | 19   | 20   |
| 30   | 21   | 22   | 23   | 24   | 25   | 26   | 27   |
| 31   | 28   | 29   | 30   | 31   |      |      |      |
| ---- | ---- | ---- | ---- | ---- | ---- | ---- | ---- |

| August | August | August | August | August | August | August | August |
| Kw     | Mo     | Di     | Mi     | Do     | Fr     | Sa     | So     |
| 31     |        |        |        |        | 1      | 2      | 3      |
| 32     | 4      | 5      | 6      | 7      | 8      | 9      | 10     |
| 33     | 11     | 12     | 13     | 14     | 15     | 16     | 17     |
| 34     | 18     | 19     | 20     | 21     | 22     | 23     | 24     |
| 35     | 25     | 26     | 27     | 28     | 29     | 30     | 31     |
| ------ | ------ | ------ | ------ | ------ | ------ | ------ | ------ |

| September | September | September | September | September | September | September | September |
| Kw        | Mo        | Di        | Mi        | Do        | Fr        | Sa        | So        |
| 36        | 1         | 2         | 3         | 4         | 5         | 6         | 7         |
| 37        | 8         | 9         | 10        | 11        | 12        | 13        | 14        |
| 38        | 15        | 16        | 17        | 18        | 19        | 20        | 21        |
| 39        | 22        | 23        | 24        | 25        | 26        | 27        | 28        |
| 40        | 29        | 30        |           |           |           |           |           |
| --------- | --------- | --------- | --------- | --------- | --------- | --------- | --------- |

| Oktober | Oktober | Oktober | Oktober | Oktober | Oktober | Oktober | Oktober |
| Kw      | Mo      | Di      | Mi      | Do      | Fr      | Sa      | So      |
| 40      |         |         | 1       | 2       | 3       | 4       | 5       |
| 41      | 6       | 7       | 8       | 9       | 10      | 11      | 12      |
| 42      | 13      | 14      | 15      | 16      | 17      | 18      | 19      |
| 43      | 20      | 21      | 22      | 23      | 24      | 25      | 26      |
| 44      | 27      | 28      | 29      | 30      | 31      |         |         |
| ------- | ------- | ------- | ------- | ------- | ------- | ------- | ------- |

| November | November | November | November | November | November | November | November |
| Kw       | Mo       | Di       | Mi       | Do       | Fr       | Sa       | So       |
| 44       |          |          |          |          |          | 1        | 2        |
| 45       | 3        | 4        | 5        | 6        | 7        | 8        | 9        |
| 46       | 10       | 11       | 12       | 13       | 14       | 15       | 16       |
| 47       | 17       | 18       | 19       | 20       | 21       | 22       | 23       |
| 48       | 24       | 25       | 26       | 27       | 28       | 29       | 30       |
| -------- | -------- | -------- | -------- | -------- | -------- | -------- | -------- |

| Dezember | Dezember | Dezember | Dezember | Dezember | Dezember | Dezember | Dezember |
| Kw       | Mo       | Di       | Mi       | Do       | Fr       | Sa       | So       |
| 49       | 1        | 2        | 3        | 4        | 5        | 6        | 7        |
| 50       | 8        | 9        | 10       | 11       | 12       | 13       | 14       |
| 51       | 15       | 16       | 17       | 18       | 19       | 20       | 21       |
| 52       | 22       | 23       | 24       | 25       | 26       | 27       | 28       |
| 1        | 29       | 30       | 31       |          |          |          |          |
| -------- | -------- | -------- | -------- | -------- | -------- | -------- | -------- |

## Ereignisse

### Politik und Weltgeschehen

#### England / Hannover
- 4. Januar: Der größte Teil des Palace of Whitehall, die Hauptresidenz der britischen Monarchen, wird durch ein Feuer zerstört.

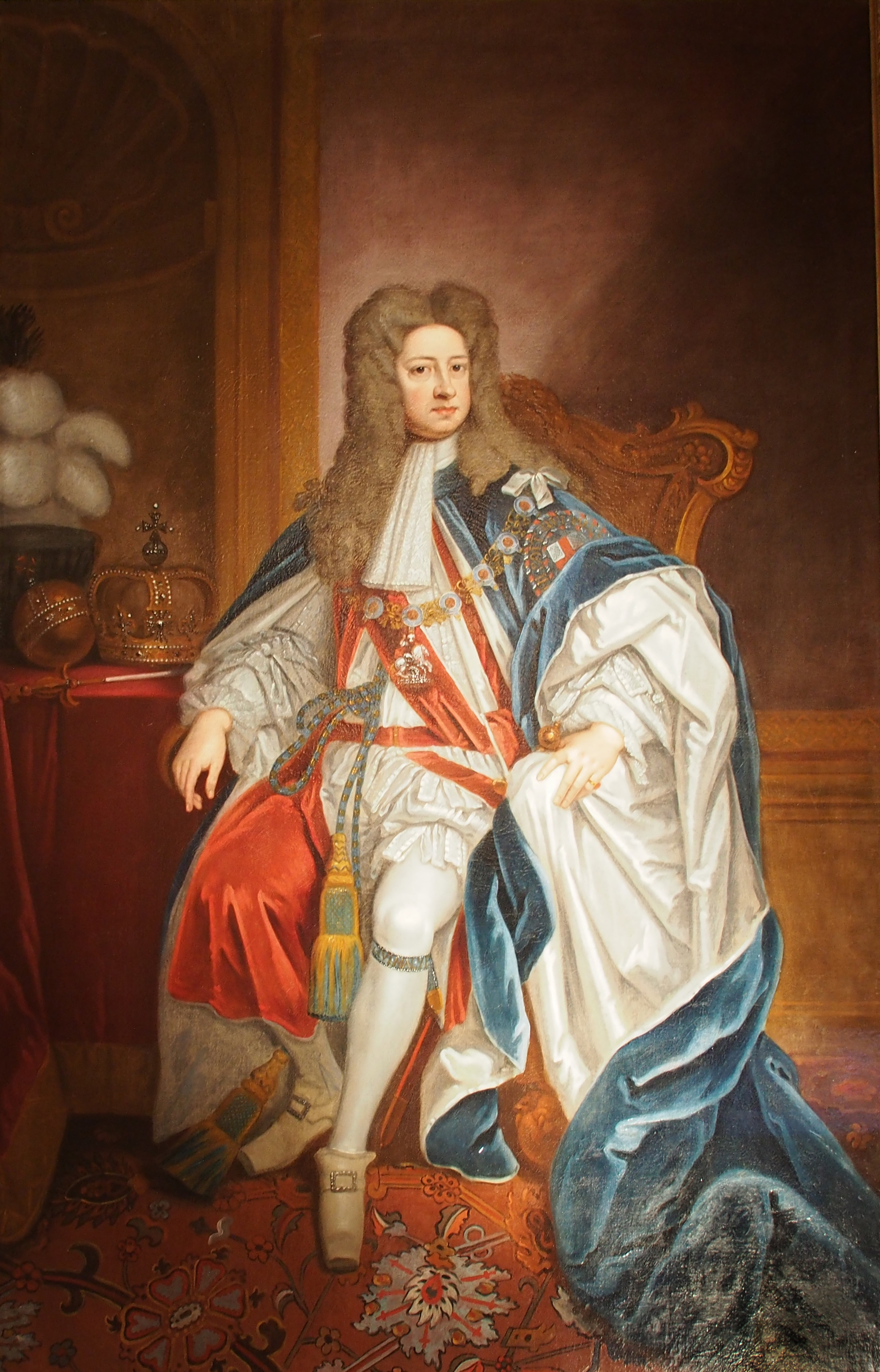
Kurfürst Georg Ludwig

- 23. Januar: Auf den verstorbenen Kurfürsten Ernst August von Hannover folgt sein Sohn Georg Ludwig, der 1714 als Georg I. auch den britischen Thron besteigt.

#### Russland und die Große Gesandtschaft
- Januar: Zar Peter I. begibt sich von den Niederlanden nach London.
- Mai: Peter I. kehrt in die Generalstaaten zurück und begibt sich über Hamm, Bielefeld, Halle (Saale), Leipzig und Dresden nach Wien, um den Kaiser von der Weiterführung des Großen Krieges gegen das Osmanische Reich zu überzeugen.
- 2. Juni: 2.600 Strelizen in vier Strelizenregimentern beschließen aufgrund von Gerüchten, dass ihre Familien aus Moskau verbannt werden sollen, gegen Moskau zu marschieren. Der Zweite Strelitzenaufstand bricht aus.
- 17./18. Juni: Der Strelitzenaufstand wird niedergeschlagen.
- 26. Juni: Einzug der Großen Gesandtschaft in Wien. Es gelingt Peter indes nicht, den Kaiser von einem Friedensschluss mit der Hohen Pforte abzubringen, der im Januar des folgenden Jahres geschlossen wird. Wegen der Nachricht vom Strelitzenaufstand zieht die Gesandtschaft nicht nach Venedig und Rom weiter, um dort wie geplant für seine antiosmanische Koalition zu werben, sondern bricht zurück nach Moskau auf.
- 10. August: Aufenthalt der Großen Gesandtschaft in Dresden bei August dem Starken.
- 4. September: Peter I. kehrt von seiner Europareise nach Moskau zurück.
- 5. September: Nach seiner Rückkehr von der Großen Gesandtschaft aus Westeuropa beginnt der russische Zar Peter I. zügig mit dem Petrinischen Reformen. Er verbietet das Tragen von Bärten als unzeitgemäß und schneidet auch selbst anderen solche Manneszierden ab. Weil der Erlass im Land besonders bei den Altgläubigen nicht den gewünschten Erfolg erzielt, wird einige Monate später vom Zaren eine Bartsteuer eingeführt.

#### Weitere Ereignisse in Europa
- 10. November: Nach dem Tod von Johann Georg II. wird sein jüngerer Bruder Johann Wilhelm Herzog von Sachsen-Eisenach. Unter seiner Herrschaft erlebt das Land eine kulturelle Blüte.

#### Amerika

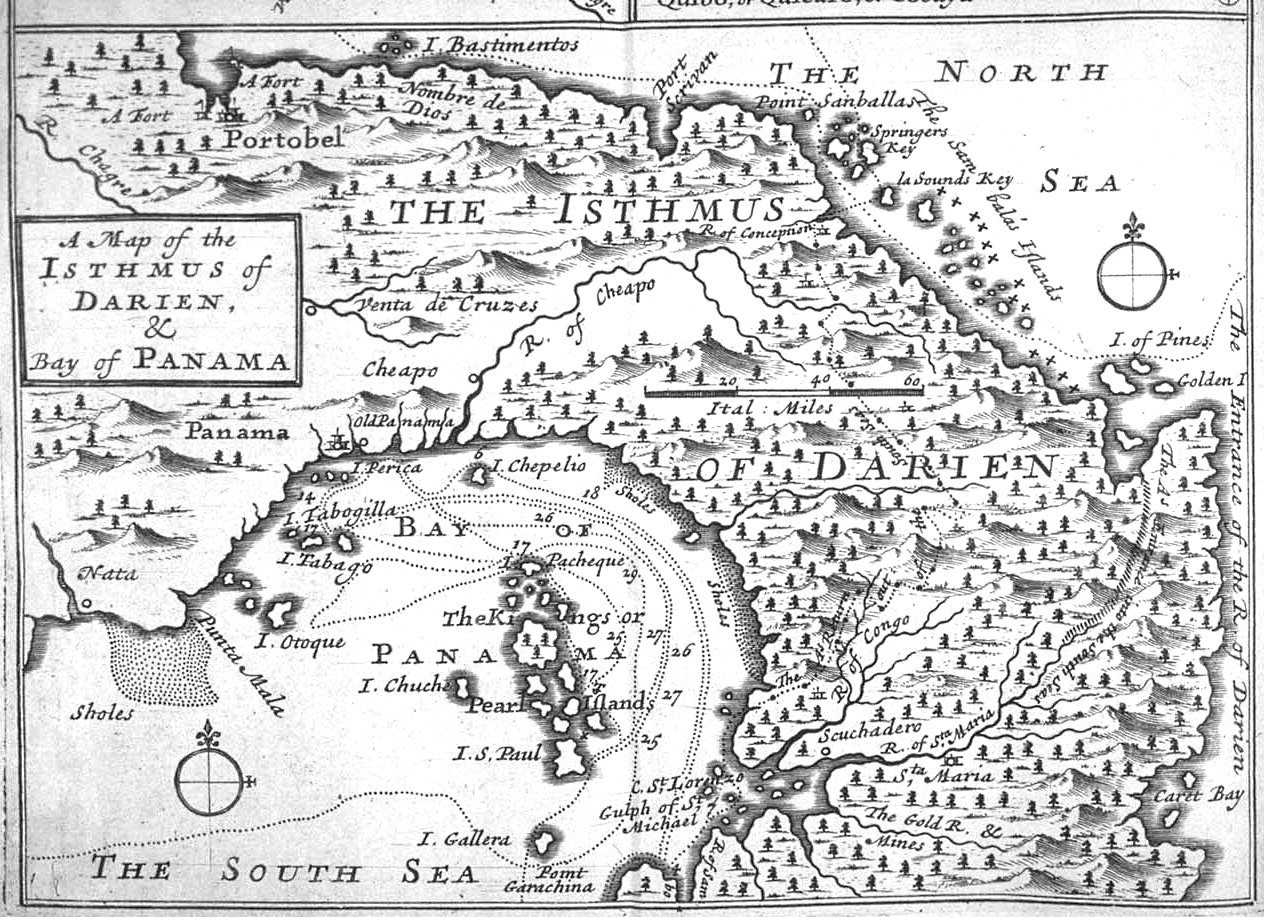
Karte des Isthmus von Darién und Panama, aus A New Voyage Round the World, London 1697

- 18. Juli: Von Leith sticht eine aus fünf Schiffen bestehende Flotte mit schottischen Kolonisten in See, um eine schottische Kolonie in Panama zu etablieren. Am 2. November erreichen sie die Küste von Darién. Als Stützpunkt errichten sie das Fort St. Andrews am Golf von Darién. Dann beginnen sie, für die geplante Siedlung New Edinburgh den Urwald zu roden und Felder anzulegen. Doch das ausgewählte Gelände ist moskito- und malariaverseucht, weshalb die benachbarten Kuna die Gegend meiden, die Böden sind wenig fruchtbar, mitgebrachte Vorräte verrotten im tropischen Regen, das schwül-heiße Klima macht den rund 1200 Siedlern zu schaffen und führt schließlich bis zu zehn Todesfällen täglich. Die Schiffe, deren Ladung über die Darién-Landenge zu den Pazifikhäfen hätte transportiert werden sollen, bleiben aus.

#### Asien
- Nan Tharat, der 1695 den Thron des laotischen Königreichs Lan Xang usurpiert hat, wird in der Schlacht besiegt, festgenommen und hingerichtet. Sai Ong Hue, Spross der vertriebenen Königsfamilie wird unter dem Namen Sai Setthathirath II. neuer König des Reiches.

### Wirtschaft
- 2. Juli: Thomas Savery erhält ein Patent auf eine von ihm zur Verwendung in Bergwerken erfundene Dampfpumpe, einen Vorläufer der Dampfmaschine.

### Wissenschaft und Technik
- Sanggye Gyatsho stellt das historische Werk Gelber Beryll fertig.

### Kultur und Gesellschaft
- 1. April: Die 20-jährige Katharina Sommermeyer ist die letzte Frau, die in der Stadt Braunschweig wegen angeblicher Hexerei auf dem Scheiterhaufen hingerichtet wird.
- 15. Juni: Das neue Zürcher Rathaus in der Limmat wird feierlich eingeweiht. Das von Stadtbaumeister Hans Heinrich Holzhalb errichtete Gebäude wird am 22. Juni fertiggestellt.

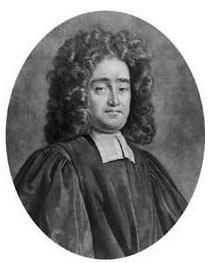
Jeremy Collier

- Der puritanische Geistliche Jeremy Collier verfasst A Short View of the Immorality and Profaneness of the English Stage, eine Streitschrift gegen das Theater.

### Religion
- 26. Oktober: Eine Auswirkung des Friedens von Rijswijk ist die Einführung des Simultaneums, das Recht, wonach im selben Staat der evangelische und der katholische Glaube frei ausgeübt werden kann.

## Geboren

### Erstes Halbjahr
- 03. Januar: Pietro Metastasio, italienischer Dichter und Librettist († 1782)
- 09. Januar: Caspar Bernet, Bürgermeister von St. Gallen († 1766)
- 16. Januar: Johann Christoph Struchtmeyer, deutscher reformierter Theologe, Historiker und Rhetoriker († 1764)
- 000Januar: Pietro Auletta, italienischer Komponist und Organist († 1771)
- 10. Februar: Johann Simonis, deutscher evangelischer Theologe und Orientalist († 1768)
- 16. Februar: Pierre Bouguer, französischer Geodät und Astronom († 1758)
- 19. Februar: William FitzRoy, 3. Duke of Cleveland, britischer Adliger († 1774)
- 20. Februar: Bernardo Tanucci, neapolitanischer Staatsmann († 1783)
- 23. Februar: Anna Catharina vom Büchel, zionitische Prophetin, von ihren Anhängern als Zionsmutter verehrt († 1743)
- 28. Februar: Sigismund III. Christoph von Schrattenbach, römisch-katholischer Geistlicher, Erzbischof von Salzburg († 1771)
- 000Februar: Gabriel Johnston, britischer Kolonialgouverneur von North Carolina († 1752)
- 000Februar oder März: Joseph Süß Oppenheimer, Finanzberater des Herzogs Karl Alexander von Württemberg und Opfer eines judenfeindlichen Justizmordes († 1738)
- 19. März: Jean Calas, französischer Protestant, Opfer eines Justizmordes († 1762)
- 19. März: José de Carvajal y Lancaster, spanischer Staatsmann († 1754)
- 20. März: Wolfgang Dietrich Majer, württembergischer Maler († 1762)
- 24. März: Christoph Ernst Steinbach, deutscher Arzt und Lexikograph († 1741)
- 02. April: Francesca Cuzzoni, italienische Sopranistin († 1770)
- 04. April: Heinrich Valentin Beck, deutscher Kantor und Komponist († 1758)
- 01. Mai: Francesco Robba, italienischer Bildhauer († 1757)
- 11. Mai: Pierre Contant d’Ivry, französischer Architekt († 1777)
- 29. Mai: Edmé Bouchardon, französischer Zeichner, Bildhauer, Medailleur und Architekt, Wegbereiter des Klassizismus († 1762)
- 02. Juni: Jean-Michel Papillon, französischer Kunsthandwerker, Zeichner, Holzschneider und Enzyklopädist († 1776)
- 07. Juni: Benjamin Gottlieb Gerlach, deutscher Pädagoge und Autor († 1756)
- 15. Juni: Georg Browne, russischer Feldmarschall († 1792)

### Zweites Halbjahr
- 02. Juli: Francesco III. d’Este, Herzog von Reggio und Modena († 1780)
- 09. Juli: Johann Christian Edelmann, deutscher Pietist, Frühaufklärer und Schriftsteller († 1767)
- 19. Juli: Johann Jakob Bodmer, Schweizer Philologe († 1783)
- 31. Juli: Ignaz Anton Gunetzrhainer, deutscher Baumeister († 1764)
- 08. August: Moritz Wilhelm von der Asseburg, preußischer Generalmajor († 1780)
- 11. August: Christian Heinrich von Watzdorf, sächsischer Hofbeamter († 1747)
- 03. September: Adam Stanislaus Grabowski, Bischof von Kulm, Kujawien und Ermland († 1766)
- 08. September: Daniel Archinard, eidgenössischer Prediger und Pfarrer († 1755)
- 08. September: Friederike Charlotte von Hessen-Darmstadt, Landgräfin von Hessen-Kassel († 1777)
- 26. September: William Cavendish, 3. Duke of Devonshire, britischer Adeliger und Politiker († 1755)
- 28. September: Pierre-Louis Moreau de Maupertuis, französischer Mathematiker, Physiker und Philosoph († 1759)
- 05. Oktober: August Friedrich Eichel, preußischer Kabinettsrat († 1768)
- 13. Oktober: Giacomo Ceruti, italienischer Maler († 1767)
- 22. Oktober: Nicola Bonifacio Logroscino, italienischer Komponist und Kapellmeister († um 1765)
- 23. Oktober: Ange-Jacques Gabriel, französischer Architekt († 1782)
- 30. Oktober: Paul Troger, österreichischer Maler († 1762)
- 08. November: Alberico Archinto, italienischer Kardinal († 1758)
- 22. November: Pierre de Rigaud, französischer Marineoffizier und Generalgouverneur von Neufrankreich († 1778)
- 21. Dezember: Pjotr Semjonowitsch Saltykow, russischer Generalfeldmarschall († 1773)
- 24. Dezember: Hans von Aschersleben, preußischer Offizier und Beamter († 1772)

### Genaues Geburtsdatum unbekannt
- Arnold Heinrich von Aussen, preußischer Beamter und Gutsbesitzer († 1771)
- Florentinus Reinking, westfälischer Priester und Abt des Klosters Marienfeld († 1757)

### Geboren um 1698
- Anne Bonny, irische Rebellin und Piratin († um 1782)

## Gestorben

### Todesdatum gesichert
- 09. Januar: Leopold Philipp Montecuccoli, österreichischer General (* 1662)
- 22. Januar: Friedrich Kasimir Kettler, Herzog von Kurland und Semgallen (* 1650)
- 23. Januar: Ernst August, von 1692 bis 1698 Kurfürst von Hannover (* 1629)
- 04. Februar: Sophie Wilhelmine von Ostfriesland, Herzogin von Württemberg-Oels (* 1659)
- 16. März: Leonora Christina Ulfeldt, dänische Prinzessin und Gräfin von Schleswig-Holstein, die auch als Schriftstellerin Bekanntheit erlangte (* 1621)
- 22. März: Johann Hartmann Misler, deutscher Theologe (* 1642)
- 28. März: Franz Andrä von Orsini-Rosenberg, Landeshauptmann von Kärnten (* 1653)
- 01. April: Katharina Sommermeyer, letzte Frau, die in Braunschweig als Hexe angeklagt und verbrannt wurde (* um 1678)
- 06. April: Mechtilde de Bar, Gründerin der Benediktinerinnen vom Heiligsten Sakrament (* 1614)
- 15. Mai: Marie Desmares, genannt Mademoiselle de Champmeslé, französische Schauspielerin und Tragödienspielerin (* 1642)
- 10. Juni: Gerrit Adrianszoon Berckheyde, niederländischer Maler (* 1638)
- 11. Juni: Balthasar Bekker, deutsch-niederländischer Theologe und Philosoph (* 1634)
- 22. Juli: Claude Boyer, französischer Bühnenautor (* 1618)
- 13. September: Dodo (II.) zu Innhausen und Knyphausen, brandenburg-preußischer Staatsmann (* 1641)
- 14. September: Gottfried Händel, deutscher evangelischer Theologe und Kirchenlieddichter (* 1644)
- 04. Oktober: Andrea Malinconico, italienischer Maler (* 1635)
- 06. Oktober: Johann Carl Loth, deutscher Maler (* 1632)
- 17. Oktober: Franziska von Hohenzollern-Hechingen, Markgräfin von Bergen op Zoom (* 1642)
- 24. Oktober: Daniel de Rémy de Courcelle, französischer Kolonialbeamter und Gouverneur von Neufrankreich (* 1626)
- 000Oktober: Madockawando, Schamane und Ober-Sagamore der Penobscot, einem Stamm der Östlichen Abenaki (* um 1630)
- 10. November: Johann Georg II., Herzog von Sachsen-Eisenach (* 1665)
- 13. November: Johann Karl August, deutscher Adliger, Graf von Leiningen (* 1662)
- 19. November: Petro Doroschenko, Hetman der rechtsufrigen Ukraine (* 1627)
- 27. November: Rombout Verhulst, flämischer Bildhauer (* 1624)
- 28. November: Louis de Buade, französischer Kolonialbeamter und Gouverneur von Neufrankreich (* 1622)
- 20. Dezember: Friedrich Karl, Herzog von Württemberg-Winnental (* 1652)
- 26. Dezember: Wolfgang Julius von Hohenlohe-Neuenstein, letzter Graf von Hohenlohe-Neuenstein und Generalfeldmarschall (* 1622)

### Genaues Todesdatum unbekannt
- Benedikt von Ahlefeldt, Herr auf Haseldorf, Haselau und Träger des Danebrog-Orden
- Giovanni Battista degli Antonii, italienischer Komponist (* 1636)
- Nan Tharat, König des laotischen Königreiches von Lan Xang
- Nicolò Minato, italienischer Dichter, Librettist und Impresario (* um 1630)
- Tamanend, Häuptling der Lenni-Lenape-Indianer in Delaware (* 1628)